# Torn and Frayed
Pistes de Exile on Main St.
Sweet Virginia
(6) Sweet Black Angel
(8)
Torn and Frayed est une chanson du groupe de rock britannique The Rolling Stones, parue sur l'album Exile on Main St. en mai 1972. Elle est incluse sur la deuxième face de l'album qui met en avant ses chansons folk acoustiques et ses mélodies country.

## Enregistrement
Écrite par Mick Jagger et Keith Richards, la chanson est enregistrée aux studios Sunset Sound à Los Angeles, entre les mois de décembre 1971 et mars 1972. Mick Jagger est au chant, rejoint par Richards aux chœurs. Richards fournit la base de la chanson à la guitare acoustique et à la Fender Telecaster électrique. Mick Taylor est à la basse et Charlie Watts à la batterie. Le groupe est accompagné de Jim Price à l'orgue, Al Perkins à la pedal steel guitar et Nicky Hopkins au piano.

## Analyse musicale

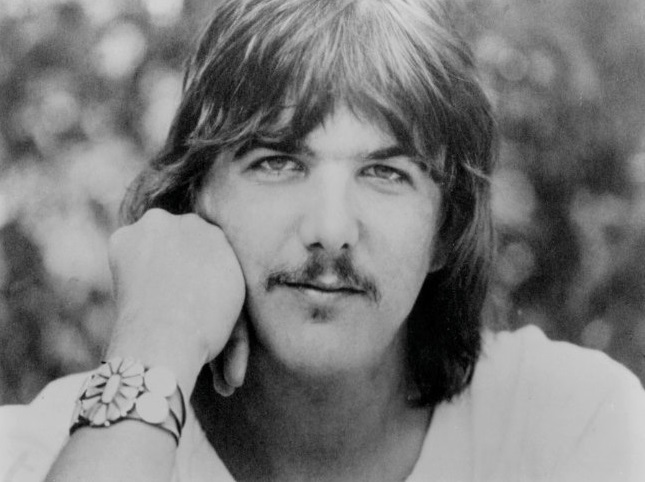
L'influence de Gram Parsons est très présente sur cette chanson.

Bill Janovitz, critique musical d'AllMusic,  décrit Torn and Frayed comme une chanson « honky tonk élastique à trois accords, mais pas typiquement country... la progression d'accords rappelle la musique gospel ». Janovitz poursuit en disant : « La musique est aussi proche du country-rock définitif ou de la country-soul de Stax ou de n'importe quoi d'autre de l'époque à l'exception de Gram Parsons - une influence immédiate sur les Stones. » Janovitz dit des paroles : « Torn and Frayed suit un guitariste sans-abri dont le manteau est déchiré et effiloché ».
Gram Parsons était présent aux sessions d'enregistrement d'Exile on Main St. à Nellcote, et Torn and Frayed est peut-être la chanson la plus influencée par Parsons jamais enregistrée par les Stones, avec une saveur country-soul qui rappelle le premier album du groupe de Parsons The Flying Burrito Brothers, The Gilded Palace of Sin en 1969. En effet, Al Perkins, ami et collaborateur de Parsons, participe à l'enregistrement de la chanson en jouant de la Pedal steel guitar.

## Postérité
Torn and Frayed a été interprété par les Stones lors de la tournée américaine de 1972 et a été réintroduit dans les setlists lors de la tournée Forty Licks Tour en 2002 (consacrée aux quarante ans du groupe).
En 2009, la chanson est reprise par The Black Crowes sur leur album live Warpaint Live. La chanson a également été reprise par Phish lors de leur reprise de l'intégralité de l'album Exile on Main St. le 31 octobre 2009. La chanson est apparue plus tard lors d'un autre de leurs concerts le 21 novembre 2009 à Cincinnati, ainsi que lors de leur performance au festival Superball IX en 2011 et lors d'un concert le 23 juin 2012 à Pittsburgh, le 7 juillet 2012 à Saratoga et le 20 février 2020 à Mixco. La dernière interprétation date du 27 août 2021 au Gorge Amphitheatre, dans l'État de Washington, pour rendre hommage au batteur des Rolling Stones décédé trois jours plus tôt.

## Personnel
Crédités :
- Mick Jagger : chant, chœurs
- Keith Richards : guitare électrique, guitare acoustique, chœurs
- Charlie Watts : batterie
- Mick Taylor : basse
- Al Perkins : pedal steel guitar
- Nicky Hopkins : piano
- Jim Price : orgue